# 爆風スランプ
爆風スランプ（ばくふうスランプ、英語: BAKUFU-SLUMP）は、日本のロックバンド。1982年結成。1984年デビュー。

## メンバー
- サンプラザ中野くん（サンプラザなかのくん）：ボーカル - 2008年に芸名をサンプラザ中野から変更。
- パッパラー河合（パッパラーかわい）：ギター
- ファンキー末吉（ファンキーすえよし）：ドラム、リーダー
- バーベQ和佐田（バーベキューわさだ）：ベース（1989年 - ）

### 元メンバー
- 江川ほーじん（ハヒフヘほーじん）：ベース（1981年 - 1989年）

### 準メンバー
- 太田美知彦:キーボード（1986年 - 1987年）
- ダン本多（本多たけし）：キーボード （1987年 - 1990年）
- チャーシューメン黒石（黒石正博）：サックス＆キーボード（1987年 - 1989年、1994年頃）
- 竹野昌邦：サックス&キーボード（1990年）
- せんべい鍵山（鍵山稔）：キーボード（1990年）
- クリスキー松前（松前公高）：キーボード（2000年）
- エンペラー福田（福田裕彦)：キーボード（2004年 - 2005年） - 再結成時のサポートとデビュー初期から活動休止する1999年まで編曲もしている。
- ジミー岩崎（岩崎健一郎）：キーボード（2024年）

## 活動の歴史

### デビュー前後
ヤマハ音楽振興会主催のバンドコンテスト「EastWest」（1981年）で最優秀グランプリを受賞した『爆風銃』（バップガン）のメンバーであったファンキー末吉と江川ほーじん、優秀グループ賞を受賞した『スーパースランプ』のサンプラザ中野とパッパラー河合の4人が出会い、1982年6月に結成される。
河合によると、爆風スランプ結成後の初演はおそらく1982年四谷フォーバレーだったとの記述がある。
末吉によると、爆風スランプ結成後の初演は1982年11月24日、新宿ACB会館であるという記述もある。
デビュー当時はライブで客席に向け消火器を放射、スイカを投げる、畳や戸板などを投げその上で演奏、履いていた靴や火の付いた噴出花火を口に銜える、燃料を染み込ませた綿を頭の上に乗せ火を点ける、放送禁止用語交じりの過激かつユニークな歌詞、歌詞に合わせた着ぐるみを着る、等の行動からコミックバンドとされた。同じソニー系列のレコード会社に所属していた聖飢魔II（FITZBEATレーベル）、米米CLUB（CBS・ソニー）と合わせ「ソニー三大色物バンド」と呼ばれた。特に爆風スランプと聖飢魔IIはソニーのオーディション部門「Sound Development」（SDマークが冠する）の出身。
前述の過激なパフォーマンスの記録として1985年5月26日午後に行われた東京大学学園祭第58回五月祭ロックコンサートで教室の机や椅子が破損されたとの記述がある。
デビュー当時の所属事務所は、オフィスすいか。
1985年6月、フジテレビ系列の歌番組「夜のヒットスタジオDELUXE」に『無理だ!決定盤〜YOU CAN NOT DO THAT〜』で初出演するが、火を使うパフォーマンスに消防署がクレームを入れた。スタジオ内を歩き回り出演者やオーケストラ演奏者と握手する。1986年2月に『青春の役立たず』で同番組に出演した際は、THE ALFEEのセットを壊す、3月にはテレビカメラの上に乗り、スタジオ内のキャットウォークから飛び降りるなど暴れ続ける。1985年6月にはTBS系列の歌番組「ザ・ベストテン」にも今週のスポットライトで出演の際もスタジオ内を暴れまわる。
1985年12月13日、日本武道館で初ライブを果たす。1984年12月11日に九段会館でライブを行った後中野がトイレの窓から武道館を見て、「あそこでライブをやりたいなー」と思った後に、レコード会社から「来年武道館を予約しておきました｣と言われ、武道館でのライブが行われた逸話がある。中野は自分たちが武道館を満席にできるわけがないと思っていた。そこから「武道館に空席があるのは、ペンフレンドの女の子を誘ったが来てくれなかったから」という言い訳ソングが作られ、後に彼らの代表作の一つとして評価される「大きな玉ねぎの下で」（「大きな玉ねぎの下で 〜はるかなる想い」も参照）である。1986年以降は強力なリズム・セクションを擁した実力派バンドとして徐々に認められていく。

### 「Runner」のヒット
1986年にプロデューサーとして新田一郎を迎え、新田が社長を務める代官山プロダクションに移籍。新田は売上を優先したが江川ほーじんが反発、脱退を決意。末吉の作った曲に、辞めていく江川の姿を中野が詞にして「Runner」が誕生、1988年に発表され34万枚を売上。ロングヒットとなる。
NHK総合の音楽番組『ジャストポップアップ』にて演奏、番組の元にリクエストが殺到。これがきっかけで1988年の『第39回NHK紅白歌合戦』に出場、翌年（1989年）1月9日の2度目の武道館公演を行った。江川はこの公演を最後に脱退。当初の予定は1月7.8.9日の3日間公演であったが、昭和天皇崩御により7・8日の公演を自粛。
『天才・たけしの元気が出るテレビ』の挿入歌に使用された「Runner」は初のビッグヒットとなった。カラオケでもノリのいい曲として脚光を浴び、高校野球のブラスバンドの応援歌で演奏された事もある。
江川脱退後、ベーシスト不在期間のテレビ出演に際しては、現在同じアミューズ所属サザンオールスターズの関口和之、古くから親交がある聖飢魔IIのゼノン石川、THE ALFEEの桜井賢、SHOW-YAの仙波さとみ、プリンセス プリンセスの渡辺敦子、男闘呼組の高橋一也、スターダストレビューの柿沼清史、カシオペアのキーボーディスト向谷実（シンセベースを演奏）、千葉のローカルタレント・ジャガー、りりィなど数多のベーシスト・ミュージシャンが代役を務めた。兄弟バンド的な存在だったTOPSのベーシストだった和佐田達彦（バーベQ和佐田）が正式メンバーとして加わった。爆風スランプとしてのメンバーチェンジはこの時のみ。
同時期に活躍した聖飢魔IIやTOPSとは親交が深かったこともあり、共同でライブを行なったり、TOPSボーカルの三井雅弘は1989年の大幅なメンバーチェンジの時に、爆風スランプのマネージャーに就いた。プリンセス プリンセスとは、中野が住んでいたアパートに彼女たちのプロデューサーが住んでいたこともあり、よく一緒に酒を飲み、この時、「私達、本当に売れたいんです｣と中野に話していたという。

### ヒット曲の連発〜長期休養
1989年、代官山プロダクションの実質的な親会社であったアミューズに移籍後も、「月光」、「リゾ・ラバ」、アルバム『しあわせ』収録「大きな玉ねぎの下で」のリメイク・ヴァージョン「大きな玉ねぎの下で 〜はるかなる想い」と立て続けにヒットを記録した。
この時期、日本テレビで冠番組『爆風スランプのお店（爆店）』が放送された。その後、メンバーの疲労も蓄積したため、個々のメンバーが海外へ出向き長期休暇を取ることとなった。
海外での経験はアルバム『ORAGAYO 〜in the 7th heaven〜』に生かされ、中野・河合が南アフリカでの政治デモで演奏した「The 7th Heaven」（生録音）が収録。中国へ出向いた末吉はそれ以来中国に魅せられ、遂には中国に活動の主軸を移し、"Asian Drum King"と呼ばれるようになったが、長期休養後に発売されたアルバム・シングルの売れ行きは共に芳しくなかった。

### 低迷期・ソロ活動
『ORAGAYO 〜in the 7th heaven〜』の後に発売されたアルバム「青春王」はヒット曲「Runner」と同様に「青春」を軸に制作されたアルバムだが、売上は芳しくなかった。メジャー・デビュー前後の「破天荒」、ミリオン・ヒットを生み出した「青春」という主軸を失った爆風スランプは、ヒット曲らしいヒット曲は「涙2（LOVEヴァージョン）」のみで、長い低迷期を過ごした。
その間、各メンバーはソロ活動を行なう事となり、それぞれ成果を上げている。
1992年11月6日、「ミュージックステーション」に出演、サンプラザ中野が客席へダイブ。豆電球2個とパネル1枚を破損するなど、破天荒さの片鱗を留めた姿も見せた。
- サンプラザ中野
  - ジングルベルコンピレーション『Jingle All the Way!』（バップ）で「ジングルベル〜サンタさんとトナカイさん〜」を収録
  - 1996年にパッパラー河合と女王様というユニットを組んでデビュー、クイーンなどの英語詞を直訳した曲をリリース（当時は王様のヒットもあり、直訳ロックが流行していた）
- ファンキー末吉・バーベQ和佐田
  - BBF（「爆風スランプのバーベQ和佐田とファンキー末吉」の略語）というユニットを組み、アルバム「ZUM ZUM PARADISE」をリリース
- ファンキー末吉
  - ロックバンド「NOISE FACTORY」のプロデュース
  - 中国でのアーティストのプロデュース
  - ソロアルバム「亜洲鼓魂」のリリース
- パッパラー河合
  - 1996年よりサンプラザ中野くんと女王様として活動
  - ポケットビスケッツのプロデュース・作曲

### 電波少年とのタイアップ
「進め!電波少年」の企画「猿岩石のユーラシア大陸横断ヒッチハイク」の応援曲として「旅人よ 〜The Longest Journey」が採用され、企画の人気と同様、ヒット曲となった。直後に発売されたアルバム『怪物くん』は2枚組（初回限定盤）で発売。爆風スランプ・レコード会社の力の入れ様が窺われるものだった。

### 活動休止
1998年3月、32枚目のシングル『暖かい日々』を発売し翌4月1日に13枚目のオリジナル・アルバム『ハードボイルド』を発売。
1999年4月、活動休止を発表した。

## 活動休止後
1999年4月に活動休止後、中野と河合はスーパースランプを再結成。末吉と和佐田は、ハードロックバンドX.Y.Z.→Aにて活動中。
2004年12月19日、当時中野が火曜コメンテーターを務めていた朝日放送『おはよう朝日です』の企画で一日限りの再結成を果たし、大阪のABCホールで熱唱。
2005年12月19日・20日の2日間限定で、新宿コマ劇場にて、再結成ライブ「45歳のフェス（恋愛の日・青春の日）｣を行った。20日のラストでは、中野が感極まり歌えなくなった場面もあった。また、河合の頭部が禿げたことにより弁髪が無くなったことも判明。このライブはUSENの無料パソコンテレビGyaOで配信された。
2007年12月30日、1日限りの再結成として、名古屋のライブハウス「E.L.L.」の「THANX! ELL 30th ANNIVERSARY SPECIAL」に参加し、2年振りのライブを行った。共演は175R。175Rは爆風スランプの6thアルバム『I.B.W-It's a Beautiful World-』の楽曲「それから」をカバーした。
2008年10月5日、大堀川防災レクリエーション公園にて、河合以外のメンバー、中野、末吉、和佐田でほぼ爆風スランプとして（後に「サンプラザ中野くんバンド」、「SFQ」と改名）、「音街かしわ2008〜MUSIC PLATFORM〜」に参加。爆風スランプ時代の楽曲を披露した。
2010年12月12日、東京国際フォーラムで1日だけの復活ライブ「爆風復活しまんすライブ!!〜サンプラザ中野くん50歳だー!!〜」を行った。このライブでは、中野の50歳を記念して様々なサプライズを展開。開演前の入場アナウンスにデーモン閣下が登場。同日の同場所、隣のホールで聖飢魔IIのミサが開催されていた為に布教しに来たという。なお、アナウンスは事前録音されたものであった。また、本編曲中「無理だ」の中で、無理なことをやり続けている電撃ネットワークも登場。中野と河合が電撃ネットワークの過激な肉体芸に参加し、盛り上げた。後日WOWOWで独占放送された。
2011年9月、末吉が爆風スランプのトリビュートアルバムをプロデュースすることが決まり、親交のあるミュージシャンを中心に参加を募った。賛同したミュージシャンは、アースシェイカー、生田ノブヤ（ノイズファクトリー）、石川俊介（聖飢魔II）、内田雄一郎（筋肉少女帯）、梅原"PAUL"達也（44マグナム）、X.Y.Z.→A、王様、サンプラザ高円寺くん、渡辺英樹・田口智治・笠浩二・米川英之（C-C-B名義）、曾我泰久 (THE GOOD-BYE)、田中雅之（ex.クリスタルキング）、デーモン閣下（聖飢魔II）、ホッピー神山、三井雅弘 (ex.Tops)、山下昌良（ラウドネス）、ロリータ18号など。
2011年12月25日、爆風スランプのトリビュートアルバム『We Love Bakufu Slump』発売。
2013年1月15日、前述のアルバムに、ACE、CRACK BANQEST、ROLLY、ザ・キャプテンズ、上野まな、オズ、和佐田達彦、山本恭司、話音（野村義男+力石理江）らが新たに参加した『爆風トリビュートComplete』を発売。参加アーティスト数組が出演する発売記念ライブが同年1月13日、14日に行われた。
2019年2月26日、目黒ライブステーションにて「江川ほーじんチャリティーミニライブ」を開催。前年12月に交通事故に遭い、意識不明の状態が続く江川を支援する募金活動の一環で、告知等では爆風スランプの名義こそ用いていないが、中野、河合、末吉、和佐田のメンバー4人が参加。

### 結成40周年・再始動
2024年3月1日、爆風スランプがデビュー40周年に再集結し、10月よりライブツアー「爆風スランプ〜IKIGAI〜デビュー40周年日中友好LIVE”あなたのIKIGAIナンデスカ？”」を開催すること、新曲リリースが決定したことをSONY MUSICの公式サイトで発表した。
2024年7月13日、爆風スランプとして28年ぶりに4人でTBSテレビ「音楽の日」出演を果たし「大きな玉ねぎの下で」を生歌唱した。
2024年8月6日、爆風スランプとして26年ぶりの新曲「IKIGAI」をデビュー40周年記念日である8月25日に配信開始することと、同曲のMV（ティザー）を発表した。ジャケットイラストはサザンオールスターズ関口和之が描き下ろした。
2024年8月16日、人気YouTube音楽チャンネル「THE FIRST TAKE」に初登場。「Runner」を披露し、この動画の再生数は約1カ月で265万回を記録した。
2024年10月23日、爆風スランプデビュー40周年記念CD2枚組ベストアルバム「40th Anniversary BEST IKIGAI 2024」を発売した。
2024年10月31日の名古屋・E.L.L公演を皮切りに、ライブツアー『爆風スランプ〜IKIGAI〜デビュー40周年日中友好LIVE ”あなたのIKIGAIナンデスカ？”』がスタート。ツアーファイナルとなる11月17日の東京 LINE CUBE SHIBUYA公演の模様はスペースシャワーTVにて独占生中継された。公演で中野は「次の夢は日本武道館で『大きな玉ねぎの下で』を歌うこと」と宣言し、観客に支援を呼びかけた

。
2025年5月13日、中国公演予定を発表。ファンキー末吉が参加しているバンド「布衣」との2マンライブ『天地道 特別版 北京＆上海』（6月14日：北京、15日：上海）を予定していたが、6月3日、中国現地主催会社および関係各社と協議を重ねた結果、開催が困難であると判断し両公演の中止を決定したと発表した。

## ディスコグラフィ

### シングル
1. 週刊東京『少女A』（1984年8月25日）
2. うわさに、なりたい（1984年12月8日）
3. 無理だ!決定盤〜YOU CAN NOT DO THAT〜（1985年5月22日）-12インチ・シングル
4. 嗚呼!武道館（1985年10月10日）-12インチ・シングル
5. 青春の役立たず（1986年2月26日）
6. らくだ/ヤシの木かげ（1986年6月21日）-12インチ・シングル
7. まっくろけ（1986年9月5日）
8. 愛がいそいでる（1987年4月22日）
9. THE TSURAI（1987年9月21日）
10. きのうのレジスタンス（1988年4月8日）
11. ひどく暑かった日のラヴソング（1988年8月1日）
12. Runner（1988年10月21日）
13. 月光（1989年4月7日）
14. リゾ・ラバ -Resort Lovers-（1989年7月19日）
15. 大きな玉ねぎの下で 〜はるかなる想い（1989年10月21日）
16. 45歳の地図（辛口生ヴァージョン）（1990年4月8日）
17. 組曲「天下御免の回り物」より　カネ（マネーに捧ぐ）（1990年10月21日）
18. おおBEIJING（1991年1月21日）
19. 東京ラテン系セニョリータ（1991年6月21日）
20. がんばれ、タカハシ!（1991年11月1日）
21. 涙2 (LOVEヴァージョン)（1992年3月1日）
22. 友情≧愛（1992年7月22日）
23. さよなら文明/涙3 (ナミダサンジョウ)（1992年10月21日）
24. マンビー人生（1993年5月21日）
25. 勝負は時の運だから（1994年2月21日）
26. 愛のチャンピオン（1994年7月21日）
27. 神話（1995年2月22日）
28. 新しいことを始めよう（1996年5月22日）
29. 旅人よ 〜The Longest Journey（1996年9月21日）
30. 天使の涙（1997年6月1日）
31. モンスター（1997年8月8日）
32. 暖かい日々（1998年3月1日）
33. 45歳の地図 〜リストラバージョン〜（2005年12月7日、配信限定）[26]
34. IKIGAI (2024年8月25日、配信限定)

#### 企画盤
1. ちゃんちゃらおかP音頭（1985年11月1日）※「こぼうず隊」名義

#### 非売品
1. ディスコGO!GO!ハイランダー（1989年）※コスモ石油キャンペーンにて配布
2. 涙2（青春ヴァージョン）（1992年）※進研ゼミ「中学講座」会員配布

#### 参加作品
1. Brave Love, TIGA（1996年10月21日）※「地球防衛団」名義

### アルバム

#### オリジナル・アルバム
1. よい（1984年8月25日）
2. しあわせ（1985年11月1日）
3. 楽（1986年10月22日）
4. JUNGLE（1987年10月1日）
5. HIGH LANDER（1988年11月2日）
6. I.B.W.（1989年11月1日）
7. ORAGAYO 〜in the 7th heaven〜（1990年11月10日）
8. 青春王（1991年9月21日）
9. アジポン（1992年11月21日）
10. TENSION（1994年3月21日）
11. ピロリ（1995年4月21日）
12. 怪物くん（1997年1月22日）
13. ハードボイルド（1998年4月1日）

#### ミニ・アルバム
1. ダンスにGO-ON!（1991年8月23日）

#### ベスト・アルバム
1. 青春玉 -学生時代-（1992年3月30日）
2. 決定版!爆風スランプ大全集（1994年10月1日）
3. 決定版!爆風スランプ大全集2 〜The Very Best Of パッパラー河合〜（1997年6月21日）
4. SINGLES（1999年4月1日）
5. GOLDEN☆BEST 爆風スランプ ALL SINGLES（2009年8月19日）
6. 40th Anniversary BEST IKIGAI 2024（2024年10月23日）

#### 企画品
1. Ultimate 12inch Singles（1988年7月21日）
2. STAR BOX 爆風スランプ（1999年1月30日）
3. STAR BOX EXTRA 爆風スランプ（2001年12月05日）
4. 爆風伝説 〜Legend of BAKUFU-SLUMP〜（非売品）

### ダウンロード
- 45歳の地図 〜リストラバージョン〜（着メロでのダウンロード配信。）

### 未発表曲
- ありがとうEVERYBODY
- AIDSのうた
- ええじゃないか
- 同じ道
- 希望〜私はこういう人になりたい
- ゴジラの愛
- 清き一票
- 東京タワーをぶっつぶせ（アルバム「しあわせ」B面に収録の「おしゃれな東京タワー」の旧題）
- 夏の海
- ふんだりけったり
- ポックリクラブ
- ほらアホになる（ライブビデオ「決定版 爆風スランプ大全集 君はあの野音を見たか」に収録）
- ゆかいな坊さん
- よいこの動物園
- 韋駄天小僧
- 大あくび
- 心にシュビドゥバ

### その他
- 音頭でちゃぶ台（女王様のシングル「女王様物語第3章 〜渚の女王様〜」に隠しトラックとして収録）

### ビデオ

#### ライブビデオ
1. BAKUFU-SLUMP 武道館ライブ'85（1986年4月21日）
2. 爆風元年（1988年5月21日）
3. I.B.W TOUR 1990（1990年6月21日）
4. ORAGAYO ワールドテレビ（1991年3月21日）
5. 決定版 爆風スランプ大全集 君はあの野音を見たか（1994年11月2日）

#### PV集
1. MADE IN HONG KONG（1985年7月1日）
2. BAKUFU-SLUMP VIDEO CLIPS（1988年12月1日）
3. BAKUFU-SLUMP in バトルヒーター "THE BLUE BUS BLUES"（1989年9月21日）
4. Dancer 踊る踊る俺たち（1991年8月23日）
5. BAKUFU-SLUMP VIDEO CLIPS 2（1992年9月21日）

#### ビデオシングル
1. 嗚呼!武道館（1985年12月13日）
2. 45歳の地図（1990年9月21日）
3. おれはイナズマ（1991年1月21日）

### DVD
1. 音楽TV〜ビデオクリップ・コレクション（2014年2月19日、品番：MHBL-263、VHSビデオのPV作品集をほぼDVD化）

## 出版
- 神がかり （1985年12月1日、CBS・ソニー出版 ISBN 4789702111）

## タイアップ一覧
| 楽曲                                                    | タイアップ                                                            |
| ------------------------------------------------------- | --------------------------------------------------------------------- |
| うわさに、なりたい                                      | シチズン「19才リビエール」CMソング（1984年）                          |
| 青春の役立たず                                          | AGF「はじけるキャンディー ドンパッチ」CMソング（1986年）              |
| まっくろけ                                              | 「ウールマーク」CMソング（1986年）                                    |
| 愛がいそいでる                                          | スズキ「Hi-R"Hyper Runner"」CMソング（1987年）                        |
| THE TSURAI                                              | 「ウールマーク」CMソング（1987年）                                    |
| ひどく暑かった日のラヴソング                            | 「HITACHI MASTACS」CMソング（1988年）                                 |
| ひどく暑かった日のラヴソング                            | 「パンツの穴 本牧ベイでクソくらえ」映画主題歌（1990年）               |
| Runner                                                  | 日本テレビ「天才!たけしの元気が出るテレビ」挿入歌(1988年)             |
| Runner                                                  | 「HITACHI MASTACS」CMソング（1988年）                                 |
| きのうのレジスタンス                                    | 「木村家の人びと」映画主題歌（1988年）                                |
| 転校生は宇宙人                                          | NHK「みんなのうた」 1988年6月 - 7月使用曲（1988年）                   |
| 大きな玉ねぎの下で 〜はるかなる想い                     | 「バトルヒーター」映画主題歌（1989年）                                |
| 大きな玉ねぎの下で 〜はるかなる想い                     | 「コスモ石油」CMソング（1989年）                                      |
| 大きな玉ねぎの下で 〜はるかなる想い                     | 東京メトロ東西線九段下駅の発車メロディ（2015年から）                  |
| シンデレラちからいっぱい憂さ晴らしの歌 今夜はパーティー | 「コスモ石油（コスモ・ザ・カード）」CMソング（1989年）                |
| 月光                                                    | 「コスモ石油」CMソング（1989年）                                      |
| リゾ・ラバ -Resort Lovers-                              | 「コスモ石油」CMソング（1989年）                                      |
| それから                                                | NHK総合テレビ「まんがで読む古典」主題歌（1989年）                     |
| 満月電車                                                | TBSテレビ「テレポート6」主題歌（1989年）                              |
| 東の島にコブタがいた                                    | NHK「みんなのうた」 1990年8月 - 9月使用曲（1990年）                   |
| 東京ラテン系セニョリータ                                | TBSテレビ「日立 世界・ふしぎ発見!」EDソング（1991年）                 |
| 東京ラテン系セニョリータ                                | SUPER CD-ROM2/メガCD「爆伝アンバランスゾーン」挿入歌（1994年）        |
| がんばれ、タカハシ!                                     | 丸大食品「カレーとハンバーグ」CMソング（1991年）                      |
| 涙2(青春ヴァージョン)                                   | 「進研ゼミ 中学講座」応援歌（1992年）                                 |
| 友情≥愛                                                 | TBSテレビ「KATO&KENテレビバスターズ」EDテーマ（1992年）               |
| さよなら文明                                            | 「コスモ石油」CMソング（1992年）                                      |
| 涙3                                                     | 「コスモ石油」CMソング（1992年）                                      |
| いつか逆転                                              | 「ミズノ野球グローブ テックファイヤー」CMソング（1993年）             |
| 愛のチャンピオン                                        | テレビ朝日系列「驚きももの木20世紀」主題歌（1993年）                  |
| 愛のチャンピオン                                        | SUPER CD-ROM2/メガCD「爆伝アンバランスゾーン」EDソング（1994年）      |
| Here comes the BAKUFU-SLUMP!                            | SUPER CD-ROM2/メガCD「爆伝アンバランスゾーン」主題歌（1994年）        |
| 1800                                                    | SUPER CD-ROM2/メガCD「爆伝アンバランスゾーン」挿入歌（1994年）        |
| 世直しロックンロール                                    | SUPER CD-ROM2/メガCD「爆伝アンバランスゾーン」挿入歌（1994年）        |
| 神話                                                    | 「ガメラ 大怪獣空中決戦」映画主題歌（1995年）                         |
| 新しいことを始めよう                                    | 京セラ「春の京セラ携帯通信フェア」CMソング（1996年）                  |
| 旅人よ 〜The Longest Journey                            | 日本テレビ「進め!電波少年」 ユーラシア大陸横断猿岩石 応援歌（1996年） |
| BAN BAN BAN                                             | NHK教育テレビ「天才てれびくん」EDソング（1997年）                     |
| 天使の涙                                                | 日本テレビ系列「天使にKISS」ドラマ主題歌（1997年）                    |
| カンカン                                                | 「東武動物公園」「G-max」CMソング（1997年）                           |
| モンスター                                              | ゲームソフト「モンスターファーム」CMソング（1997年）                  |
| 暖かい日々                                              | テレビ朝日系列「驚きももの木20世紀」EDテーマ                          |
| 勝負は時の運だから〜Vヴァージョン                       | 第4回VLEAGUEテーマソング                                              |

## 出演

### テレビ番組
- YOU（1985年4月6日、NHK教育テレビジョン）[28]
- 夜のヒットスタジオDELUXE（1985年6月12日、フジテレビ）
- ザ・ベストテン（1985年6月13日、TBS）
- なげやり倶楽部（1985年12月21日、読売テレビ）
- 24時間テレビ「愛は地球を救う」9（1986年8月23日・24日、日本テレビ）
- 冗談画報（1986年10月16日、フジテレビ）
- ミュージックステーション（テレビ朝日）[29]
  - 1986年11月7日、「まっくろけ」
  - 1987年2月6日、「ラクダのコブには満月がよく似合う」
  - 1987年4月10日、「愛がいそいでる」
  - 1987年8月7日、「映画通り」
  - 1987年9月4日・11月27日、「THE TSURAI」
  - 1988年8月26日、「ひどく暑かった日のラヴソング」
  - 1989年3月3日、「Runner」
  - 1989年4月14日、「月光」
  - 1989年8月11日、「リゾ・ラバ（resort lovers）」
  - 1989年11月10日、「大きな玉ねぎの下で〜はるかなる想い〜」
  - 1990年3月2日、「45歳の地図」
  - 1990年11月2日、「組曲『天下御免の回り物』より 第一章カネ（マネーに捧ぐ）」
  - 1991年6月21日、「東京ラテン系セニョリータ」
  - 1991年11月8日、「がんばれ、タカハシ！」
  - 1992年3月13日・4月17日、「涙2（LOVEヴァージョン）」
  - 1992年8月14日、「友情≧愛」
  - 1992年11月6日、「さよなら文明」
  - 1993年7月2日、「マンビー人生」
  - 1994年2月25日、「勝負は時の運だから」
  - 1994年8月19日、「愛のチャンピオン」
  - 1995年3月3日、「神話」
  - 1996年10月25日、「旅人よ〜The Longest Journey〜」
  - 1991年1月25日、「おおBEIJING」

- CLUB紳助（1986年12月13日、朝日放送）
- 趣味講座 ベストサウンドIII（1987年4月27日、NHK教育テレビジョン） - ゲスト出演
- キャンパス・ライブ 爆風スランプライブ・コンサート（1987年10月25日、NHKアナログ衛星第1）[30]
- ヤングスタジオ101 （1987年11月29日・12月13日、NHK総合テレビ）
- Merry X'mas Show 1987 （1987年12月24日、日本テレビ）
- ロックン・ロール バンド スタンド イン 新潟（1988年2月20日：NHK総合テレビ、1988年3月18日：NHK衛星第1）[31]
- 加山雄三ショー （1988年5月28日、NHK総合テレビ）
- ジャストポップアップ（1988年8月13日、10月22日、1990年11月4日、NHK総合テレビ）

※1989年4月7日から1990年3月29日までMCを務めた
- '88広島コンサート（1988年9月30日、NHK総合テレビ）[32]
- HITS（1988年10月9日、テレビ朝日）
- 1988ライブスペシャル －第1部―（1988年12月24日、NHK総合テレビ）[33]
- 夜のヒットスタジオDELUXE（1989年2月22日、フジテレビ）
- 今夜は最高!（1989年3月18日、日本テレビ）
- 愉快にオンステージ（1989年4月10日、NHK総合テレビ）
- キラリ・熱熱CLUB（1989年4月12日・4月19日、TBSテレビ）
- 爆風スランプのお店（1989年10月14日 - 1990年3月31日、日本テレビ） ※メインMC
- オールナイトフジ（1989年10月29日、フジテレビ）
- 音楽派トゥギャザー（1989年11月9日、TBSテレビ）
- X'masスペシャル ポップス＆ロック1989ライブ（1989年12月23日、NHK総合テレビジョン）[34]
- ヒットパレード90's（1990年11月23日、フジテレビ）
- Xmas ポップス＆ロック1990－NHKホールライブ－（1990年12月9日、NHK-BS2）[35]
- メガロックショー（1991年4月6日、NHK総合）
- KiSS YOU 第2回（1991年4月、よみうりテレビ） - ゲスト
- メガロックショー（1991年4月6日、NHK総合）
- SOUND ROOF（1991年7月5日、日本テレビ）
- ヒットパレード90's（1991年7月5日、フジテレビ）
- SOUND ARENA （1992年4月22日・8月5日、フジテレビ）
- ダウンタウン汁 #25（1994年3月31日、TBSテレビ）　※BAKUFU-SLUMP名義。中野・河合のみ出演
- SMAP×SMAP（1996年5月6日、フジテレビ） - Tribute Songコーナーゲスト
- LOVE LOVE あいしてる（1997年1月18日、フジテレビ）
- 第15回 音楽の日（2024年7月13日、TBSテレビ）
- グッド!モーニング （2024年8月16日、テレビ朝日）
- ノンストップ!（2024年9月4日、フジテレビ）
- 徹子の部屋（2024年10月24日、テレビ朝日）※中野・河合のみ[36]
- 爆風スランプ〜IKIGAI〜デビュー40周年日中友好LIVE“あなたのIKIGAIナンデスカ？”ファイナル公演（2024年11月17日、スペースシャワーTV） ※生中継[37]

### 主なラジオ番組
- Lo-Dライブコンサート（1985年7月20日、FM東京）
- K-MIX GOOD-TIE!（2024年8月28日、静岡エフエム放送）
- あさCafe（2024年11月5日、エフエム鹿児島）

### CM
- 味の素ゼネラルフーヅ「ドンパッチ」（1986年）
- ザ・ウールマーク・カンパニー「ウールマーク」『はい、品質ですよ、ウールマーク』篇（1986年） - 中野のみ出演
- HITACHI 「MASTACS」『マスタックスムービーC52』（1988年） - 中野のみ出演
- コスモ石油『爆風フェア』篇・『WE ARE YOUNG』篇・『コスモ石油はどこですか』篇・『一年の計は満タンにあり』篇（1989年 - 1990年）
- 麒麟麦酒「キリンラガービール」（1989年） - 中野のみ出演
- 富士フイルム「AXIA」『PS-Slim』（1989年 - 1991年）
- 福武書店「進研ゼミ」『中三受験講座』『中学講座』（1992年） - 中野のみ出演

### 映画
- THE MODS 夜のハイウェイ（1985年11月1日、EPIC・ソニー） - ストリート・ギャング 役
- 微熱少年（1987年6月13日、東宝） - ボブ・ディラン「時代は変る」を歌っていたバンド 役
- バトルヒーター（1989年11月3日、松竹富士） - 中野：修行僧、河合：古池道夫、末吉：飛井風太、和佐田：尾崎 役 ※主題歌・音楽も担当
- アトランタ・ブギ（1996年11月9日、アミューズ） - 中野：ケーブルテレビ局員、河合：予想屋、末吉：バッタ屋、和佐田：賭博人 役

### 雑誌
- 「ロッキンｆ」117 （1985年、立東社）
- 「宝島」（JICC出版）
  - 全員インタビュー（1985年5月号）
  - 対談 サンプラザ中野×爆風スランプ（1986年5月号）
- 「non-no」No.21（1985年11月5日号、集英社） - インタビュー
- 月刊ロッキンｆ別冊「PLUM」Vol.2 シートレコード付録（1986年1月、立東社）

### 新聞
- 読売新聞インタビュー（2024年9月13日、読売新聞夕刊）[38]

### WEB記事
- デビュー40周年 インタビュー 前後編（2024年8月25日・26日、ENCOUNT）[39][40]
- 爆風スランプデビュー40周年インタビュー（2024年8月26日、ぴあ）[41]
- 爆風スランプ再集結インタビュー（前後編）[42] [43]（2024年9月15日、MANTANWEB）

### インターネット配信
- THE FIRST TAKE 第467回「Runner」（2024年8月16日、YouTube）[44][45]

### NHK紅白歌合戦出場歴
| 年度/放送回               | 回 | 曲目                                |
| ------------------------- | -- | ----------------------------------- |
| 1988年（昭和63年）/第39回 | 初 | Runner                              |
| 1989年（平成元年）/第40回 | 2  | 大きな玉ねぎの下で 〜はるかなる想い |

## 主なライブ
- 第11回『NEW YEAR ROCK FESTIVAL1983-1984』なんだ、こりゃ？清く正しく美しく！！（1983年12月31日、渋谷西武劇場）
- 第12回『NEW YEAR ROCK FESTIVAL1984-1985』絶対過激！オポチュニストに用はない（1984年12月31日、渋谷西武劇場）
- 『ロックンロールオリンピック』（1985年8月11日、宮城県 スポーツランドSUGO）
- 『突撃！武道館'85』[46]（1985年12月13日、日本武道館）
- 『第2回浅草Riverside Music Festival』（1986年5月3日、台東リバーサイドスポーツセンター野球場）
- 『柏まつりロックフェスティバル』[47]（1986年8月2日、柏駅前イベントステージ）
- 『大きな玉ねぎ'91 ＂1日だけの武道館＂』（1991年5月7日、日本武道館）
- 『結成10周年記念企画イベント 第一弾＂ライブハウスツアー＂ 夏を遊ぶ』（1993年夏）
- 『10周年記念ライブ』（1994年8月14日、日比谷野外大音楽堂）
- 『第51回あつぎ鮎まつり』（1997年8月1日、厚木中央公園）
- 『おはよう朝日ですファン感謝祭2004』（2004年12月19日、大阪市 ABCホール）
- 『Amuse X'mas Week 〜supported by GyaO〜 45歳のフェス』[48]（2005年12月19日《恋愛の日》・20日《青春の日》、新宿コマ劇場）
- 『爆風スランプ 限定復活しまんすライブ!!〜サンプラザ中野くん50歳だー!!〜』[49]（2010年12月12日、東京国際フォーラムホールC）
- 『爆風スランプ再集結〜IKIGAI〜デビュー40周年日中友好LIVE”あなたのIKIGAIナンデスカ？”』
  - 前夜祭（2024年10月31日・11月1日、名古屋市 Electric Lady Land）
  - 兵庫公演（2024年11月4日、兵庫芸術文化センター中ホール）※ゲスト：布衣
  - 東京公演（2024年11月17日、東京 LINE CUBE SHIBUYA）※ゲスト：布衣